# Garland R. Marshall
Garland Ross Marshall (* 16. April 1940 in San Angelo (Texas)) ist ein US-amerikanischer Biochemiker (Peptidchemie, pharmazeutische Chemie).
Marshall studierte am Caltech mit dem Bachelor-Abschluss 1962 und wurde 1966 an der Rockefeller University in Biochemie bei Robert Bruce Merrifield  promoviert. Als Post-Doktorand war er 1966 an der Universität Oxford. Ab 1966 war er Instructor an der Washington University (School of Medicine), an der er 1976 Professor für Biochemie wurde. Er war 1987 bis 2000 am Center for Molecular Design. Später war er Professor für molekulare Biophysik am Center for Computational Biology.
1976/77 war er Gastwissenschaftler an der Massey University in Neuseeland. 1970 bis 1975 war er Established Investigator der American Heart Association.
Er befasst sich mit Solid Phase Peptide Synthesis, Enzym-Assays (Electrophoretic mobility shift assays (EMSA), Surface plasmon resonance (SPR)), computergestützter (rationale) Entwicklung von Medikamenten und Techniken der Computerchemie (wie Molecular docking, Molekulardynamik-Simulation, QSAR und 3D QSAR), HIV/Aids-Therapeutika und kombinatorischer Chemie. Insbesondere entwickelte er Isoform-selektive Lysin-Deacetylase-Inhibitoren (KDACIs) als Chemotherapeutika bei Krebs, HIV, Schistosomiasis und Malaria.
1988 erhielt er den Preis für medizinische Chemie (Division of Medicinal Chemistry Award) der American Chemical Society, 1994 den Vincent du Vigneaud Award, 2000 den Cathay Award der Chinese Peptide Society und 2001 den R. Bruce Merrifield Award. Er ist Ehrendoktor des Polytechnikums in Łódź.

## Schriften (Auswahl)
- mit R. B. Merrifield: Synthesis of Angiotensins by the Solid-Phase Method, Biochemistry, Band 4, 1965, S. 2394–2401
- mit J. E. Hall, I. Vodyanoy, T. M. Balasubramanian: Alamethicin. A rich model for channel behavior, Biophysical Journal, Band 45, 1984, S. 233–247
- mit P. M. Allen u. a.: Identification of the T-cell and Ia contact residues of a T-cell antigenic epitope, Nature, Band 327, 1987, S. 713–715
- Computer-aided drug design, Annual Review of Pharmacology and Toxicology, Band  27, 1987, S. 193–213
- mit M. Miller u. a.: Structure of complex of synthetic HIV-1 protease with a substrate-based inhibitor at 2.3 Å resolution, Science, Band 246, 1989, S. 1149–1152
- mit R. D. Head u. a.: VALIDATE: A new method for the receptor-based prediction of binding affinities of novel ligands, Journal of the American Chemical Society, Band 118, 1996, S. 3959–3969
- mit L. Cegelski, G. R. Eldridge, S. J. Hultgren: The biology and future prospects of antivirulence therapies, Nature Reviews Microbiology, Band 6, 2008, S. 17–27